# Жмаев, Владимир Владимирович
Владимир Владимирович Жмаев (род. 7 марта 1986, Уфа) — российский хоккеист, нападающий. Мастер спорта России международного класса.

## Биография
Младший брат хоккеиста Александра Жмаева. Начал заниматься хоккеем в 7 лет в школе «Салават Юлаев», первый тренер Владимир Воробьёв. С сезона-2002/03 — игрок команды первой лиги «Салават Юлаев-2», в сезоне 2004/05 провёл 22 матча за «Салават Юлаев» в Суперлиге. В сезоне 2005/06 сыграл на правах аренды 6 матчей в тольяттинской «Ладе». Выступал за «Торос» Нефтекамск (2006/07 — 2010/11, 2012/13 — 2013/14), «Рубин» Тюмень (2011/12), «Казцинк-Торпедо» Усть-Каменогорск (2013/14, ВХЛ), «Арлан» Кокшетау (2014/15, чемпионат Казахстана), «Ермак» (2014/15).
С «Торосом» чемпион (2013), серебряный, бронзовый призёр первенства ВХЛ, с «Рубином» — серебряный призёр.
Победитель хоккейного турнира зимней Универсиады 2011 года.
Окончил Уральский государственный университет физической культуры (2008), Высшую школу тренеров по хоккею с шайбой имени Сергея Михалёва в Башкирском институте ФК (2021).
Детский тренер в «Салавате Юлаеве» (2017—2018, 2020—2021), ДЮСШ им. Азаматова (2023—2024), школе «Ак Барс-ТАНЕКО» (с 2024).